# Seclin
Seclin là một xã ở tỉnh Nord ở miền bắc nước Pháp. Xã này có diện tích 17,42 km², dân số năm 1999 là 12.089 người. Xã nằm ở khu vực có độ cao trung bình 34 mét trên mực nước biển.